# Martin Roth (disc jockey)
Martin Roth es un disc jockey y productor alemán. Su estilo y creatividad lo han llevado a grandes plataformas alrededor del mundo en festivales como Earthcore y Utopía.

## Biografía
Conocido en anteriores proyectos como Y.O.M.C. y Techno-Punk, el alemán Martin Roth es uno de los DJ's y productores más ascendentes de los últimos años en la escena electrónica, su estilo es una mezcla entre trance progresivo y Tech Trance. La originalidad y manejo de estos subgéneros lo han caracterizado, obteniendo el gran apoyo de muchos DJ's de talla mundial como Paul van Dyk, Armin van Buuren, Blank & Jones, Tiësto, The Thrillseekers, entre otros.
Su primer trabajo bajo su nombre verdadero fue una reedición del trabajo de Cygnus X del tema de la naranja mecánica 'The Orange Theme', extracto de la composición de Henry Purcell de Música para los funerales de la Reina Mary, un trabajo que realizó conjuntamente con Frank Ellrich, otro gran productor alemán. Pero su verdadero éxito fue el Hands On que le hizo a la canción de Keane This Is The Last Time, un tema que llegaría a los oídos de grandes como Armin van Buuren y Paul van Dyk. Posteriormente sería lanzado Last Time, una edición corta y sin voz, pero con la energía de este enorme trabajo.
Ante esto, el siguiente tema que llegaría después sería 'Second Day', una remezcla al tema de José Amnesia y Serp. Desde luego, contando con un poco de ayuda de parte de Paul van Dyk, quién le facilitó el trabajo para realizar este trabajo y que sería lanzado en Vandit Records.
De aquí en adelante, Martin Roth ha trabajado en varias remezclas para Solarstone, Blank & Jones, Schiller, Pedro Del Mar, Ultra, Lost World y otros. En 2006, Martin Roth lanza su sencillo llamado Shockwaves bajo su nombre Martin Roth, el origen del nombre de este tema viene de su programa de radio Shockwaves que es también transmitido por Internet en Vonyc Radio.
Martin Roth anunció que se encuentra trabajando en su primer álbum como artista, el cual contará con colaboraciones de otros grandes de la escena electrónica mundial como Santiago Niño, Marc van Linden y Lange. Sus trabajos han sido apoyados también por George Acosta, Judge Jules y Hemstock & Jennings.

## Proyectos personales

### Y.O.M.C.
Desde 1997, este proyecto ha publicado bajo diversas disqueras trabajos que han ido consolidando el estilo de Martin Roth. Sin duda, como Y.O.M.C. Martin Roth logró éxitos en las pistas de baile europeas. Uno de sus trabajos Oasis fue publicado en BXR Records en Italia. Fue un trabajó basado en el clásico de Oliver Lieb y Torsten Stenzel como 'Paragliders'.
Con Y.O.M.C. Martin Roth trabajo con Space Traxx Records y Overdose Recordings, Algunos de sus más exitosos trabajos son Great Feelings, Futuro y F*ck Up Your Earz para Space Traxx y In My Mind, Baila y Pump It! para Overdose Recordings.

### Julian d'Or
Este proyecto no fue un gran suceso para Martin Roth, sin embargo logró publicar varios remezclas para Angelic - It's My Turn, The Driver Proyect - Join Me, Pitcher - Strike, Angelic - Can't Keep Me Silent y Y - Equilibrium.

### Kick & Push
Kick & Push es (o fue) un proyecto bastante reciente, solo tiene un trabajo publicado llamado Dancefloor Upgrades Vol. 1 publicado en 2006 por Traffic Tunes y contiene dos trabajos: Mayor Upgrade y Minor Upgrade.

### The Ultimate
Por otro lado; The Ultimate solo tiene una canción conocida también llamada The Ultimate y tiene remezclas de Y.O.M.C. y DJ Overdog; con quien Martin Roth ha trabajado en varios proyectos.
Sin embargo existe confusión acerca de la autenticidad de este proyecto de Martin Roth. Existen publicaciones que muestran al proyecto The Ultimate como un proyecto similar a [Pro-Tech] o más específicamente como Spacelab. Teniendo en cuenta que este proyecto lanzó un trabajo con el mismo nombre The Ultimate. 

## Proyectos grupales

### Techno-Punk
En sus comienzos, Martin Roth trabajo en diversos proyectos personales y grupales como Techno-Punk. Este proyecto fue en esencia su posibilidad de ascenso.
Techno-Punk es actualmente un proyecto de Martin Roth y Nic Lunn. Para el año 2003, Techno-Punk logró ser aceptado en Nukleuz, división de Media Records. Sus trabajos publicados fueron Saturday y Energize; Este último fue el que permitió el ascenso de Techno-Punk. Paul van Dyk había escuchado este tema y fue el quién lo reeditó y lo publicaría en Vandit Records. Este trabajo incluía primordialmente las canciones Saturday, Energize y finalmente la reedición de Energize por Paul van Dyk.

### Pro-Tech
En este proyecto trabajan Martin Roth y Uwe Wagenknecht, más conocido como DJ Wag. Juntos también trabajan en proyectos similares como Disc-O-Thek, Spacelab, Y y DJ Wag & M.R. (Martin Roth).
Este proyecto ha publicado una serie de trabajos para Pulse Records como Control, Orgasm, Dominating Power, Cosmic Vision y Free Your Mind y ha realizado un remix para Pulse Records de Phasendreher - The Trip.
- Con Disc-O-Thek lograron publicar para Logic Records Don't You Want Me, Heaven's Tears y The Cry Of The Wolf, y una remezcla para Lord Of Tranz feat. DJ Hoxider - Trancestores para Pulse Records.

- Con Spacelab solo publicaron un trabajo llamado Cyberspace, Con Y publicaron  Daydream, Equilibrium y The Ultimate para Friendship Records.

- Con DJ Wag & M.R. (Martin Roth) solamente Life On Mars para Overdose Records y una remezcla para Misar - The Search (Find My Love) para ZYX Music.

### Xenayo
Junto con Michael Phadt y Martin Roth crearon Xenayo. El trabajo de este proyecto era más influido por los sonidos europeos de la música house. También trabajaron bajo el nombre de EQT con la publicación de Far Beyond.
Las publicaciones de Xenayo fueron Hear That Voice Again y Xenayo. Además publicaron una remezcla para Freebass - Pure Pleasure.

### Otros proyectos
- M-Traxx fue un proyecto entre Martin Roth y Michael Hennes, publicaron trabajos como Intelligence, Summerlove, Wake Up Child, Nastiness y See Me, Feel Me, Realizaron varias remezclas en las cuales se incluye una para Y.O.M.C. - F*ck Up Your Earz y otras como Illuminatus - Hope, Spacewalk - Tell Me, Blue Nature - A Life So Changed, Blue Nature pres. Natalie - Return To Paradise y Murphy Brown - Music Turns Me On.

- Cop'n Creek fue un proyecto entre Danijel Cincar, Grigorios Moustakas y Martin Roth y solo tuvieron una publicación llamada Future Age para Zentimental Records.

- Virtual Atmosfear fue un proyecto entre Andreas Ettl y Martin Roth. Publicaron E!Volution y Virtual Dreams para DMD Records. Además publicaron un remix para Pendragon feat. Traffican - Maen Cetti para ZTX Music.

- Pure Lights fue un proyecto entre Martin Roth y Reysan Khan, publicaron Shadows para Drizzly Records y Orbit-A.

- Magenta fue un proyecto entre Grigorios Moustakas, Martin Roth y Steffen Glund. Publicaron Catwalk para Space Traxx Records con remezclas de Y.O.M.C. y DJ Overdog

## Discografía

### Producciones
- 2004 - The Orange Theme (con Frank Ellrich)
- 2004 - The Last Time
- 2006 - Shockwaves
- 2008 - Off The World (con Alex Bartlett)

### Remezclas
- 2004 - Martin Roth's Hands on Keane - "This is the Last Time" (Martin Roth Vocal Remix)
- 2004 - Y.O.M.C. - "Pump It!" (Martin Roth Remix)'
- 2004 - Blank & Jones - "Sound Of Machines" (Martin Roth Remix)
- 2004 - Blank & Jones - "Mind Of The Wonderful" (Martin Roth Version 1)
- 2004 - Blank & Jones - "Mind Of The Wonderful" (Martin Roth Version 2)
- 2004 - Blank & Jones featuring Bobo - "Perfect Silence" (Martin Roth's Hardtrance Remix)
- 2004 - Blank & Jones featuring Bobo - "Perfect Silence" (Martin Roth St. Kilda 5AM Remix)
- 2005 - José Amnesia vs. Serp - "Second Day" (Martin Roth Remix)
- 2005 - Polarstate - "Global Midnight" (Martin Roth Remix)
- 2005 - Paul Van Dyk featuring Wayne Jackson - "The Other Side" (Martin Roth Remix)
- 2005 - Paul Van Dyk featuring Wayne Jackson - "The Other Side" (Martin Roth's For An Angel Remix)
- 2005 - Schiller feat. Jette Von Roth - "Der Tag... Du bist Erwacht" (Martin Roth Remix)
- 2005 - Solarstone - "Eastern Sea" (Martin Roth's Rocking Or Shocking Remix)
- 2006 - Blank & Jones - "Catch" (Martin Roth Remix)
- 2006 - The Thrillseekers featuring Gina Dootson - "By Your Side" (Martin Roth Trance Remix)
- 2006 - The Thrillseekers featuring Gina Dootson - "By Your Side" (Martin Roth Tech Remix)
- 2006 - Leo G - "Supersonic" (Martin Roth 'Girls Love DJs' Remix)
- 2006 - Talla 2XLC - "Carry Me" (Martin Roth Full On Trance Remix)
- 2006 - Marninx pres. Ecco - Intuition" (Martin Roth Classic Remix)
- 2006 - Alex Bartlett - "Amnesia 2006" (Martin Roth Remix)
- 2006 - Alex Bartlett - "Amnesia 2006" (Martin Roth Instrumental)
- 2007 - Chakra - "Love Shines Through" (Martin Roth's In Electro Love Dub Mix)
- 2007 - Plasic Angel - "Call The Galaxy Taxi" (Martin Roth Nu-Style Remix)
- 2007 - Lost World - "A Life Elsewhere" (Martin Roth Psy Remix)
- 2007 - DJ Eco - "Light At The End" (Martin Roth Edit)
- 2007 - Ultra featuring Ulli Brenner - "Free 2007" (Martin Roth Nu-Style Remix)
- 2007 - Pedro Del Mar feat. Emma Nelson - "Feel" (Martin Roth's Girls Love DJ's Remix)
- 2007 - Super8 vs. Tab - "Suru" (Martin Roth Nu-Style Remix)
- 2007 - Super8 vs. Tab - "Suru" (Martin Roth Electrance Remix)
- 2007 - Dennis Sheperd - "A Tribute To Life" (Martin Roth Remix)
- 2007 - DJ Air Vs. D-Swatt - "Heaven" (Martin Roth Remix)
- 2007 - Paul van Dyk featuring Rea  Garvey - "Let Go" (Martin Roth Nu-Style Remix)
- 2008 - Bossanova - "Stonecold" (Martin Roth Nu-Style Remix)
- 2008 - Urban Astronauts - "Animal" (Martin Roth Nu-Style Remix)
- 2008 - Mind-X - "Sensation Seekers" (Martin Roth Nu-style Remix)
- 2008 - DJ Eco - "Mouth Without A Voice" (Martin Roth Edit)
- 2008 - DJ Eco - "Song Of Innocence" (Martin Roth & Paris Nova Remix)
- 2008 - Blank & Jones - "Miracle Cure" (Martin Roth Nu-Style Remix)
- 2008 - Datt & Bissen featuring Tiff Lacey - "Take Your Time" (Martin Roth Nu-Style Remix)
- 2008 - DJ Tatana – "Spring Breeze" (Martin Roth Summerstyle Remix)
- 2008 - Gianluca Motta - "Not Alone" [Martin Roth Nu-Style Remix]